# 神戸女子洋裁専門学校
神戸女子洋裁専門学校（こうべじょしようさいせんもんがっこう）は、兵庫県神戸市長田区に存在する専修学校。

## 構成
- 高等課程

八洲学園高等学校と技能連携校である。
制服があり、夏服(上着2着、スカート1着)は入学後衣替えの6月1日までに仕上げる。ベスト、コートについても自分で作るようになっている。

- 専門課程

## 沿革
- 1947年 中川洋裁研究所創設[2]
- 1949年 神戸女子洋裁学院となる[2]
- 1955年 準学校法人となる[2]
- 1978年 専修学校となる[2]
- 2013年 技能連携制度をはじめる[2]